# 草川直也
草川 直也（、1929年〈昭和4年〉6月11日 - ）は、日本の元俳優。本名は草川 義夫。満州生まれ。

## 来歴・人物
満州公立新京第一中学校卒業。1951年、新演劇研究所の研究生から演劇活動を経て、1957年に俳優・笠智衆に師事し、付き人となる。1959年に東宝と契約し、映画でバイプレーヤーとして活躍した。さまざまなジャンルに及ぶ作品群の中で幅広い役柄を演じたが、主にアクション映画やクレージー映画における個性的な役柄で存在感を発揮した。
『独立愚連隊西へ 』（1960年、岡本喜八監督）、『やま猫作戦』（1962年、谷口千吉監督）、『クレージーの怪盗ジバコ』（1967年、坪島孝監督）などでは中国人の役を演じ、流暢な中国語を披露している。
東宝が専属契約制度を廃止した後も、1970年代半ばまで俳優として活動したが、俳優仲間だった天本英世や中島春雄によると、その後俳優を引退し、出家して僧侶となったようである。

## 主な出演作品

### 映画
- 秋立ちぬ（1960年、東宝） - 警官
- 愚連隊シリーズ（東宝）
  - 独立愚連隊西へ（1960年） - 中国人兵
  - どぶ鼠作戦（1962年） - 隊長A
  - のら犬作戦（1963年） - 矢頭軍曹
- 暗黒街の弾痕（1961年、東宝） - 前川
- 情無用の罠（1961年、東宝） - 香田俊夫
- 用心棒（1961年、東宝＝黒澤プロダクション） - 清兵衛の子分
- 紅の海（1961年、東宝）
- 世界大戦争（1961年、東宝） - ヘリ乗組員[7]
- B・G物語 二十才の設計（1961年、東宝） - 杉浦五平
- 暗黒街撃滅命令（1961年、東宝） - 南
- 黒い画集 第二話 寒流（1961年、東宝） - 行員
- 吼えろ脱獄囚（1962年、東宝） - 刑事
- 高校生と女教師 非情の青春（1962年、東宝） - 医師
- 若大将シリーズ（東宝）
  - 日本一の若大将（1962年） - トップ屋
  - 南太平洋の若大将（1967年） - 堀田
- ゴジラシリーズ（東宝）
  - キングコング対ゴジラ（1962年） - 記者[出典 3]
  - 怪獣総進撃（1968年） - 国際警察刑事C[出典 3]
  - 地球攻撃命令 ゴジラ対ガイガン（1972年） - 受付の警官[出典 3]
- 暗黒街の牙（1962年、東宝） - 乾分
- 月給泥棒（1962年、東宝） - オリバーカメラ営業部長
- 戦国野郎（1963年、東宝） - 野武士
- 大盗賊（1963年、東宝）
- 江分利満氏の優雅な生活（1963年、東宝） - マスター
- やぶにらみニッポン（1963年、東宝） - 石黒
- 国際秘密警察シリーズ（東宝）
  - 国際秘密警察 虎の牙（1964年、東宝） - 赤木
  - 国際秘密警察 火薬の樽（1964年、東宝） - 6号
- ああ爆弾（1964年、東宝） - 医者
- がらくた（1964年、東宝）
- 花のお江戸の無責任（1964年、東宝） - 白柄組幹部
- 侍（1965年、東宝＝三船プロ） - 目付きの鋭い男
- 暗黒街全滅作戦（1965年、東宝） - 北村
- 太平洋奇跡の作戦 キスカ（1965年、東宝） - 五艦隊通信参謀[1][3]
- 狸シリーズ（東宝）
  - 狸の大将（1965年） - 時計店店主
  - 狸の王様（1966年） - マンションの管理人
- 100発100中（1965年、東宝） - 青沼武
- 暴れ豪右衛門（1966年、東宝） - 又八
- 奇巌城の冒険（1966年、東宝）
- クレージー映画（東宝＝渡辺プロダクション）
  - クレージーだよ奇想天外（1966年） - 人相の悪い男
  - クレージー大作戦（1966年） - 幹部B
  - クレージーだよ天下無敵（1967年） - 産業スパイ
  - クレージー黄金作戦（1967年） - 大同通信社記者
  - クレージーの怪盗ジバコ（1967年） - チン・タクト
  - クレージーメキシコ大作戦（1968年） - コステロの子分
  - クレージーのぶちゃむくれ大発見（1969年） - 鬼熊の配下
  - クレージーの大爆発（1969年） - GIB情報部員
  - クレージーの殴り込み清水港（1970年） - 同心
  - 日本一のヤクザ男（1970年） - テツ
  - だまされて貰います（1971年） - 黒江
  - 日本一のショック男（1971年） - 松田
- 殺人狂時代（1967年、東宝） - 編集長
- キングコングの逆襲（1967年、東宝） - ドクター・フーの助手C[出典 4]
- 東宝8.15シリーズ（東宝）
  - 日本のいちばん長い日（1967年、東宝） - 長友技師
  - 連合艦隊司令長官 山本五十六（1968年、東宝） - 機関参謀[8]
  - 日本海大海戦（1969年、東宝）
  - 激動の昭和史 沖縄決戦（1971年、東宝） - 輸送指揮官の少尉[8]
- 乱れ雲（1967年、東宝） - 井上
- 愛のきずな（1969年、東宝）
- ブラック・コメディ ああ!馬鹿（1969年、東宝） - 松本刑事
- 俺たちの荒野（1969年、東宝） - 町田通訳
- 奇々怪々 俺は誰だ?!（1969年、東宝） - 哲
- 喜劇 負けてたまるか!（1970年、東宝） - 駒村
- 紙芝居昭和史 黄金バットがやって来る（1972年、東宝） - 刑事
- にっぽん三銃士 おさらば東京の巻（1972年、東京映画） - 中年の刑事
- 人間革命（1973年、シナノ企画＝東宝映像）
- 愛こんにちは（1974年、東宝） - 刑事
- 吶喊（1975年、喜八プロダクション＝ATG）

### テレビ
- ウルトラシリーズ
  - ウルトラQ（1966年、TBS）
    - 第3話「宇宙からの贈りもの」 - 宇宙開発局・神田[注釈 2]
    - 第11話「バルンガ」 - 医師

  - 帰ってきたウルトラマン 第6話「決戦! 怪獣対マット」（1971年、TBS） - 医師[注釈 2]
- 遊撃戦 第6話「居残り軍曹」（1966年、日本テレビ）
- 金メダルへのターン! 第34話（1970年、フジテレビ / 東宝）
- 流星人間ゾーン 第7話「ゾーンファミリー危機一髪!」（1973年、日本テレビ） - ガロガバラン星人
- 荒野の素浪人 第57話「鳴動 竜神沼の奔流」（1973年、NET / 三船プロ）

### 舞台
- 真空地帯（1953年、新演劇研究所） - 横尾曹長[9]
- 検察官（1954年、新演劇研究所） - 憲兵[10]、商人[10]